# Capitólio Estadual de Idaho
O Capitólio Estadual de Idaho (em inglês: Idaho State Capitol) é a sede do governo do estado de Idaho. Localizado na capital, Boise, o edifício foi concluído entre 1905 e 1912, com suas alas terminadas em 1920. O Capitólio e o entorno foram incluídos no Registro Nacional de Lugares Históricos, e passou a fazer parte do Distrito Histórico Nacional do Boise Capitol Area District, em 12 de maio de 1976.